# Nélson Marcos
Nélson Augusto Tomar Marcos (Illa de Sal, Cap Verd, 10 de juny de 1983) és un futbolista professional portuguès d'ascendència africana, que ocupa la posició de lateral dret.
Comença la seua carrera professional amb el Vilanovense FC. Hi destacaria a la màxima divisió portuguesa a les files del Boavista FC, al qual arriba provinent d'altre equip de Porto, el S.C. Salgueiros. Del Boavista, el 2005 fitxa pel SL Benfica per 1,5 milions d'euros. Hi romandria tres anys a l'equip lisboeta, amb qui disputaria 72 partits.
L'agost del 2008, marxa al Reial Betis, de la primera divisió espanyola, el qual desemborsa 6 milions d'euros. És titular en la seua primera temporada a Andalusia, tot i que el Betis perdria la categoria.
Disposa de la nacionalitat portuguesa des de desembre de 2005, i ja a l'any següent va disputar amb els lusos l'Europeu sub-21. El novembre del 2006, és convocat per la selecció absoluta, en partit contra el Kazakhstan, però no arriba a debutar, cosa que no faria fins a març del 2009, contra Sud-àfrica.